# Шпилевой, Пётр Иванович
Пётр Иванович Шпилевой  (1907 год, Алчевск, Екатеринославская губерния, Российская Империя — 1961 год) — советский партийный и государственный деятель, председатель Сталинского облисполкома (1937—1939).

## Биография
Член РКП(б) с 1925 года.
С 1925 года — заведующий Агитационным отделом комитета ЛКСМ Украины Сталинского металлургического завода и агитатор-пропагандист Павловского районного комитета ЛКСМ Украины (Сталинский округ).
С 1926 года по 1927 год — слушатель Сталинской окружной школы советского и партийного строительства.
С 1927 года по 1929 год — инструктор, заведующий Экономическим, Организационным отделом Сталинского окружного комитета ЛКСМ Украины.
С 1929 года по 1930 год — заместитель заведующего Тарифным отделом Сталинского окружного Совета профсоюзов.
С 1930 года по 1931 год — заведующий Сектором производства и заработной платы Сталинского городского Совета профсоюзов.
С 1931 года по 1932 год — руководитель Промышленной группы Сталинской городской контрольной комиссии КП(б) Украины.
С 1932 года по январь 1934 года — руководитель Группы тяжёлой промышленности, заместитель председателя Донецкой областной контрольной комиссии КП(б) Украины.
С 1934 года по 1936 год — руководитель Промышленной группы, старший контролёр Уполномоченного Комиссии партийного контроля при ЦК ВКП(б) по Донецкой области.
С 1936 года по август 1937 года — 1-й секретарь Кировского районного комитета КП(б) Украины (Сталино).
В ноябре 1937 года — 2-й секретарь Сталинского городского комитета КП(б) Украины.
С ноября 1937 года по июнь 1938 года — и. о. председателя Исполнительного комитета Донецкого областного Совета.
С июня 1938 года по май 1939 года — председатель Исполнительного комитета Сталинского областного Совета.
С 18 июня 1938 года по 13 мая 1940 года — член ЦК КП(б) Украины.
Депутат Верховного Совета СССР первого созыва.
Депутат Верховного Совета УССР первого созыва.
Арестован 16 января 1940 года, приговорен к заключению, однако через некоторое время оправдан и освобожден.
До августа 1943 года — заместитель председателя исполнительного комитета Фрунзенской областного совета депутатов трудящихся Киргизской ССР.
С августа 1943 года — начальник отдела кадров и заработной платы Главного управления искусственного жидкого топлива и газа (Главгазтопливопром) при СНК (СМ) СССР в Москве. 
Умер в 1961 году.

## Награды
7 февраля 1939 года награждён орденом Ленина за перевыполнение планов по сельскохозяйственным работам.